# Strathmore Park
Strathmore Park est une banlieue de la ville de Wellington, située dans le sud de l’Île du Nord de la Nouvelle-Zélande.

## Situation
Elle est localisée dans l’extrémité sud de la banlieue de Miramar sur la Péninsule de Miramar et à l’est de Aéroport international de Wellington.
Elle est limitée au nord par la ville de Miramar, à l’est par Breaker Bay, au sud par le Détroit de Cook, à l’ouest par la ville de Rongotai. 
C’est une zone de colline, qui domine Lyall Bay (qui siège à l’ouest) et plusieurs baies le long de la côte de Seatoun, tout près de l’embouchure du mouillage de Wellington Harbour (en), qui est à l’est.

## Zones caractéristiques
Strathmore Park’ est notable pour plusieurs zones de terrains ouverts, comprenant la ‘Réserve de ‘Beacon Hill Reserve’ et le parcours de Golf de Miramar.
L’extrémité sud de la banlieue est dominée par le parc de Parc Kemal Atatûrk, qui siège bien au-dessus de  Tarakena Bay .
Le site fut choisi pour ses similarités avec le paysage de Gallipoli, et fut érigé comme une partie d’un accord avec les gouvernements Turcs et Australiens dans le respect mutuel des hommes des  deux côtés , qui perdirent la vie dans la Campagne de Gallipoli (en) lors de la Première Guerre mondiale.
Le Mémorial fut conçu par ‘Ian Bowman ‘ et inauguré en 1990  .